# Ōbu
Ōbu è una città giapponese della prefettura di Aichi.